# لوانا باجرامي
لوانا باجرامي هي ممثلة فرنسية ولدت في كوسوفو عام 14 مارس 2001.